# Philippe Gaubert
Philippe Gaubert (Cahors, 5 de julio de 1879-París, 8 de julio de 1941) fue un director de orquesta, flautista y compositor francés.

## Del cine local a la ópera de París
El padre de Philippe era un zapatero y clarinetista aficionado que tocaba en bandas locales. En 1888 decide poner rumbo a París junto con su esposa y sus hijos para que estos pudieran convertirse en músicos profesionales. Tres años después, cuando Philippe tenía doce años, su padre murió, por lo que Philippe tenía que ganarse la vida y la de su familia tocando el violín en un cine local. Además del violín también tocaba la flauta y el padre de Paul Taffanel, el flautista más famoso de la época lo escucha y se da cuenta de inmediato de los dones para la flauta de aquel niño. A Paul Taffanel le encantó y lo introduce en su clase del conservatorio de París, obteniendo el primer premio a los quince años. Aun así continúa tocando el violín con Jules Garcin y toca como sustituto en el théâtre national de l’Opéra y Taffanel lo nombra prèmiere flûte solo. Además continúa con los estudios de armonía y composición obteniendo el Premier prix de fugue et contrepoint (1903) y el Grand Prix de Rome (1905).

## Director de orquesta
En 1904, bajo los consejos de Taffanel pasa el concurso para el segundo puesto de director de la Orquesta de la Sociedad de Conciertos del Conservatorio. Fue movilizado en 1914 por la guerra regresando en 1919 y sucede a André Messager a la cabeza de la société des conservatoires, puesto que ocupa hasta 1939. También fue nombrado profesor de flauta en el Conservatorio de París en 1919 hasta que en 1931 abandona el cargo, aunque ya hacía años que había abandonado la práctica de la flauta (1922), justo antes de publicar el método de flauta de Paul Taffanel (1923).
En 1931 se hace responsable del cargo de profesor de orquesta del conservatorio que tras la muerte de Vicent d’Indy se queda vacante.

## Compositor
También fue un gran compositor. Escribió numerosas piezas para un instrumento concreto, la flauta travesera, pero también bastante música para piano y orquesta. Especializado también en ballets y sinfonías.
Murió repentinamente en París en 1941
Albert Roussel le dedica el cuarto movimiento de la pieza “Joueurs de flûte” (“Monsieur de la Péjaudie).

## Distinciones
Fue nombrado caballero de la Legión de Honor en 1921, ascendiendo a oficial en 1928 y a oficial de instrucción pública en 1929.
Su amigo Jean Bouzerand, periodista, consigue en 1930 que se le dedique una plaza en su ciudad natal, Cahors.
En 1994 la Escuela de Música de Cahors aprueba la propuesta de su director Jean-Pierre Rodrigo y se le da el nombre de Philippe Gaubert.

## Sonatas para Flauta
Philippe Gaubert escribió tres sonatas para flauta y piano. Aunque estas sonatas difieren en conceptos y en sonido tienen muchas similitudes y buscan una línea lírica melodiosa. El romántico color orquestal es un reto para el pianista acompañante. Están escritas en un estilo neo-romántico e impresionista.
La primera sonata (1917) en La Mayor está dedicada a su mentor Paul Taffanel (1844-1907) flautista y director de orquesta. Fue el autor del método de flauta formado por ocho partes que completó Gaubert y publicó en 1923. En esta pieza el compositor juega con los motivos como un mago y utiliza formas cíclicas.
La segunda sonata (1924) en Do Mayor la dedicó al ilustre flautista Marcel Moyse. Es una notable pieza, aunque bastante desconocida. En ella encontramos temas que nos pueden recordar a Debussy. 
La tercera sonata (1933) en Sol Mayor está dedicada al solista de flauta de la orquesta de París, Jean Boulze.

## Obras
El estilo de sus composiciones está muy influenciado por Gabriel Fauré:
Dos óperas :
- Sonia (1913)
- Naïla (Paris, 7 de abril de 1927)Tres ballets :

Tres ballets
- Philotis, danseuse de Corinthe (1914)
- Alexandre le Grand (1937)
- Le Chevalier et la Damoiselle (1941)

Composiciones para orquesta:
- Rhapsodie sur des thèmes populaires (1909)

- Le Cortège d'Amphitrite (1910)

- Madrigal (1910)

- Poème pastoral (1911)

- Fantaisie para violín y orquesta (1922)

- Fresques, suite sinfónica (1923)

- Concierto para violín (1928)

- Les Chants de la Mer, trois tableaux symphoniques (1929)

- Au Pays Basque, deux tableaux symphoniques (1930)

- Les Chants de la Terre (1931)

- Poème romanesque pour violoncello y orquesta (1932)

- Concert en Fa (1933)

- Inscriptions sur les portes de la ville, 4 tableaux symphoniques (1934)

- Sinfonía en Fa (1934)

- Poème des Champs et des Villages (1939)

Su música de cámara (especialmente dedicada a la flauta)
- 3 sonatas para flauta y piano (1917, 1924 y 1934)

- La primera sonata está dedicada a su mentor Paul Taffanel

- 2 Esquisses para flauta y piano

- Fantasie para flauta y piano

- Fantasie para clarinete y piano

- Fantasie para violín y orquesta

- Suite para flauta y piano

- Sonatine para flauta y piano

- Ballade para viola y piano (1938)

- Nocturne et Allegro scherzando para flauta y piano (existe una versión para flauta y orquesta de cámara)

- Trois Aquarelles para flauta, violoncello y piano

- Pièce romantique para flauta, violoncello y piano

- Trois pièces para violoncello y piano

- Médailles antiques, para flauta, viola y piano

- Divertissement grec para flauta y piano.

- Sur l'eau, para flauta y piano

- Tarantelle para flauta, oboe y piano

- Romance et Fantaisie para flauta y piano

- Intermède champêtre para oboe y piano

- Sonata para violín y piano

- Quinteto de viento

- Cantabile et Scherzetto para corneta y piano.

## Discografía
- Philippe Gaubert : Les Chants de la mer, Inscriptions pour les portes de la ville, bajo la dirección del compositor (CD alpha, grabaciones históricas de 1930-1936, 2006)

- Philippe Gaubert : Sinfonía en Fa, Les Chants de la mer, Concierto en Fa - Orquesta Filarmónica de Luxemburgo dirigida por Marc Soustrot (CD Timpani, 1C1135, 2008)

- Philippe Gaubert : Le chevalier et la Damoiselle, Orquesta Filarmónica de Luxemburgo dirigida por Marc Soustrot (CD Timpani, 1C1175, 2010)

- Philippe Gaubert : Au Pays basque, Concerto para violín, Poème romanesque, Le Cortège d'Amphitrite - Philippe Graffin (violín), Henri Demarquette (violoncello), Orquesta Filarmónica de Luxemburgo dirigida por Marc Soutrot. (CD Timpani, 1C1186, 2011)

## Premio Philippe Gaubert
Fue creado en torno al festival de cine de Gindou. 